# Radio Caracas Radio

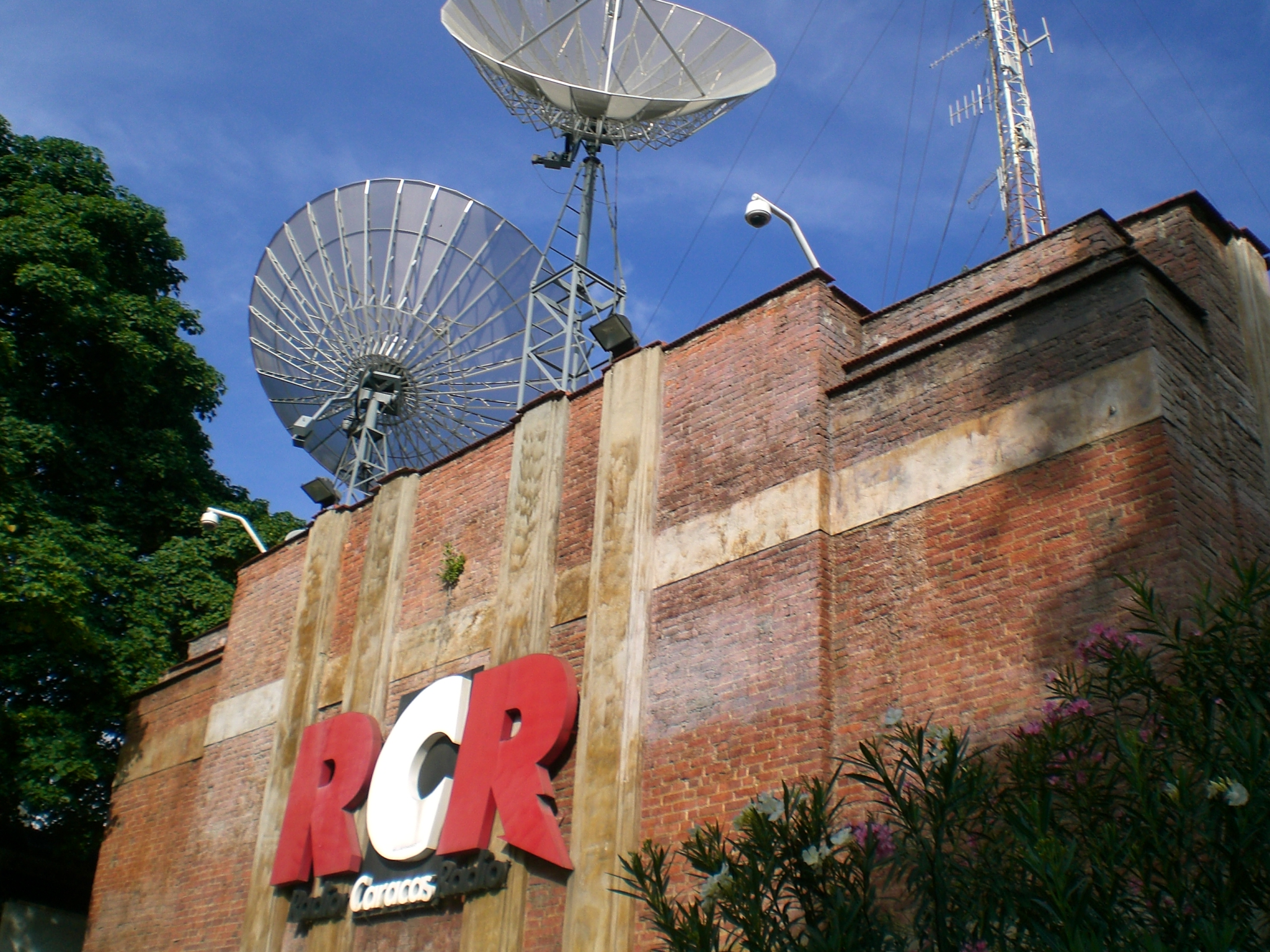
Das Gebäude von RCR in Caracas (2008).

Radio Caracas Radio (kurz: RCR; auch: RCR 750 AM; früher: 1 Broadcasting Caracas, kurz: 1BC) ist ein venezolanischer Rundfunksender, mit dem der Rundfunk im Lande begann, und der heute als Internetradio gehört werden kann.

## Geschichte
Gegründet 1930 vom venezolanischen Geschäftsmann William Phelps (1902–1988) als Broadcasting Caracas, begann der kommerzielle Rundfunk in Venezuela mit der ersten Radiosendung am 9. Dezember 1930. Sie wurde von der Terrasse eines Warenhauses für Elektrogeräte namens Almacén Americano („Amerikanisches Lager“), das Phelps gehörte, im Mittelwellenband in Amplitudenmodulation (AM) auf 750 kHz übertragen, und die ersten Programmsprecher waren Verkäufer, die dort arbeiteten.
Nach 89 Jahren erfolgreichem Programmbetrieb wurden die Funksendungen am 30. April 2019 eingestellt. Das Radioprogramm ist mithilfe des Internet weiterhin unter RCR 750 AM zu hören.